# Golfo de Buor-Jaya
El golfo de Buor-Jaya, a veces también bahía (del ruso: Губа Буор-Хая) es un golfo localizado en la parte septentrional de Siberia, una de los entrantes más importante del mar de Láptev. Administrativamente, el golfo de Buor-Jaya pertenece a  la República de Sajá (Yakutia), uno de los sujetos federales de la Federación Rusa.
El golfo se encuentra entre el lado oriental del delta del Lena, en su lado occidental, y el cabo Buor-Jaya en su extremo nororiental. La bahía de Tiksi y la península Bykovsky se localizan en la costa occidental del golfo. La muy erosionada isla Muostakh, una isla larga y estrecha de unos 3,5 km², resto de una antiguo gran llanura, se encuentra aproximadamente en medio del golfo. El río Omolóy es el único río de importancia que fluye hacia el golfo y desagua más o menos en la mitad de la costa oriental. El mar se congela en el golfo durante unos nueve meses al año y, a menudo, luego está obstruido por témpanos de hielo. Hay una estación polar abandonada en Buor-Jaya.
La localidad más importante en la región es el puerto de Tiksi (5.055 habitantes en 2010), que es el centro del distrito administrativo de Bulunsky.